# Difylobotrioza

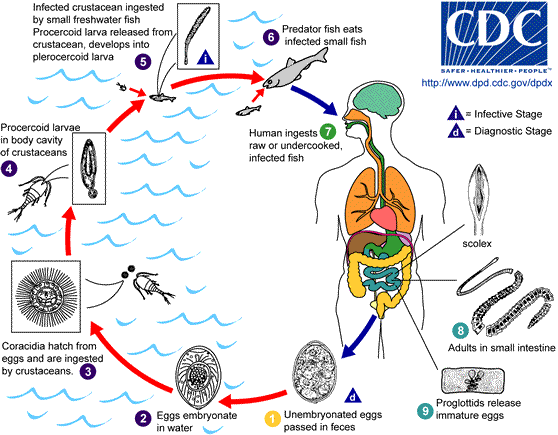
Cykl życiowy bruzdogłowca szerokiego

Difylobotrioza (łac. diphyllobothriosis, ang. diphyllobothriasis) – pasożytnicza choroba zwierząt, rzadko człowieka, wywołana przez tasiemca bruzdogłowca szerokiego i pokrewne gatunki rodzaju Diphyllobothrium.

## Epidemiologia
Zachorowania notuje się przede wszystkim w Finlandii, Francji, na Syberii i w obszarze wielkich jezior Ameryki Północnej. W Polsce zgłasza się je obecnie sporadycznie. W Japonii stwierdza się infestacje pokrewnego gatunku D. nihonkaiense.

## Objawy i przebieg
Objawy choroby to niedrożność jelit, biegunki, bóle brzucha, utrata masy ciała, osłabienie oraz niedokrwistość megaloblastyczna, spowodowana niedoborem witaminy B12.

## Rozpoznanie

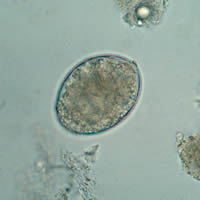
Jajo bruzdogłowca szerokiego.

Rozpoznanie opiera się na stwierdzeniu obecności jaj tasiemca w kale. Jaja zazwyczaj są liczne i nie jest potrzebne zastosowanie technik zagęszczających. Mają wielkość 58-76 na 40-51 µm; są owalnego lub elipsoidalnego kształtu, na jednym biegunie posiadają wieczko (operculum), niekiedy bardzo niepozorne, a na przeciwległym mały guzek, również niekiedy ledwo dostrzegalny. Wartość diagnostyczną mają też znajdywane w kale proglotydy pasożyta.

## Leczenie
Lekiem z wyboru jest prazykwantel w jednorazowej dawce 5–10 mg/kg masy ciała p.o., ewentualnie niklozamid (jednorazowo 2 g p.o. w dwóch dawkach w odstępie godzinnym).